# Villaferrueña
Villaferrueña es un municipio y localidad española de la provincia de Zamora,  en la comunidad autónoma de Castilla y León.

## Geografía
Se encuentra a 22 km de Benavente, camino de la provincia de León, de la que dista apenas seis kilómetros, por la carretera comarcal que le une a Santa María de la Vega, pueblo que le antecede, y Arrabalde y Coomonte, los últimos pueblos de la provincia zamorana. 
Atravesada por el río Eria, de cauce ancho y pedregoso y caudal muy variable del invierno al verano, periodo en que llega a fluir solo subterráneo, está vinculado al regadío en todas sus tierras de labor, dedicadas a la patata, la remolacha y la cebada fundamentalmente; posee además zonas de huerta con cultivos de subsistencia, algunas viñas en retroceso y ganadería porcina y bovina, cunicultura y gallineros a punto de desaparecer. Años atrás dedicó una parte de sus terrenos al chopo, pero los escasos beneficios de este cultivo leñoso han cortado esta tendencia.
Últimamente ha visto cómo en el monte conocido por "la Sierra", formación montañosa de escasa relevancia perteneciente a las últimas estribaciones de la sierra de la Culebra, ha sido instalado un parque eólico que reporta algunos beneficios económicos al ayuntamiento.

## Historia
Su historia comprende desde la más remota antigüedad, con la presencia de un poblado astur de la segunda Edad del Hierro y durante la conquista romana, sito en el Castro de las Labradas y compartido con el vecino municipio de Arrabalde.
En la Edad Media, el territorio en el que se asienta la localidad quedó integrado en el Reino de León, cuyos monarcas habrían emprendido la fundación del pueblo. En esta época se hace necesario mencionar al caballero Ponce Giraldo de Cabrera, 'Príncipe de Zamora', que vino acompañando a la hija del conde de Barcelona, Berenguela, que más tarde se casaría con Alfonso VII de León, y cuya buena actuación en las batallas en que participó hizo que fuera recompensado por parte del rey con las villas de Moreruela, San Pedro de Ceque, Villaferrueña y Morales del Rey.
Posteriormente, en la Edad Moderna, Villaferrueña fue una de las localidades que se integraron en la provincia de las Tierras del Conde de Benavente y dentro de esta en la Merindad de la Polvorosa y la receptoría de Benavente.
No obstante, al reestructurarse las provincias y crearse las actuales en 1833, la localidad pasó a formar parte de la provincia de Zamora, dentro de la Región Leonesa, quedando integrada en 1834 en el partido judicial de Benavente.

## Geografía humana

### Demografía
Cuenta con una población de 106 habitantes (INE 2024).

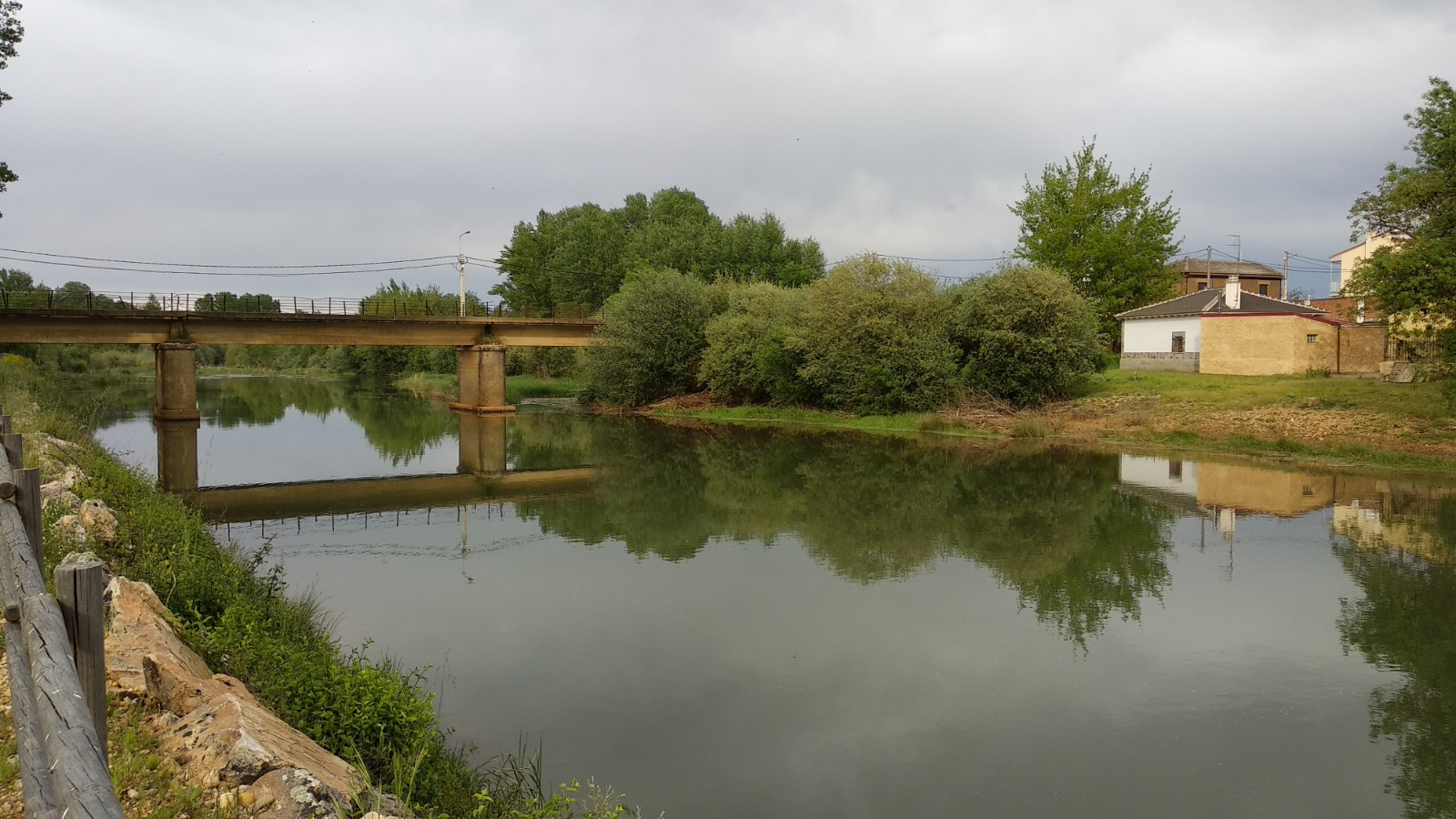
Puente sobre el Eria.

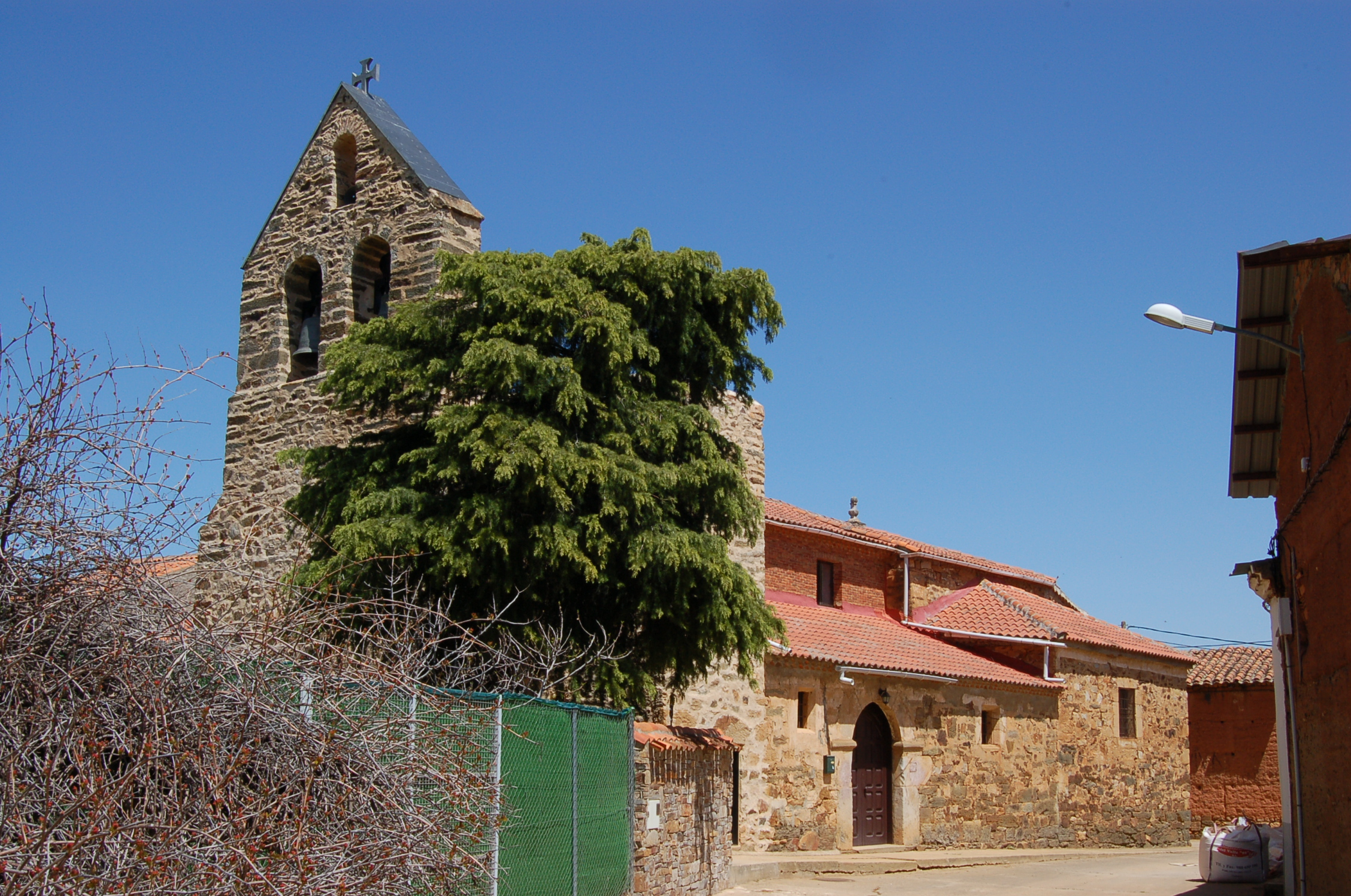
Iglesia de San Juan Bautista.

| Gráfica de evolución demográfica de Villaferrueña entre 1842 y 2021                                                   |
| |
| Población de derecho según los censos de población del INE. Población de hecho según los censos de población del INE. |

### Economía

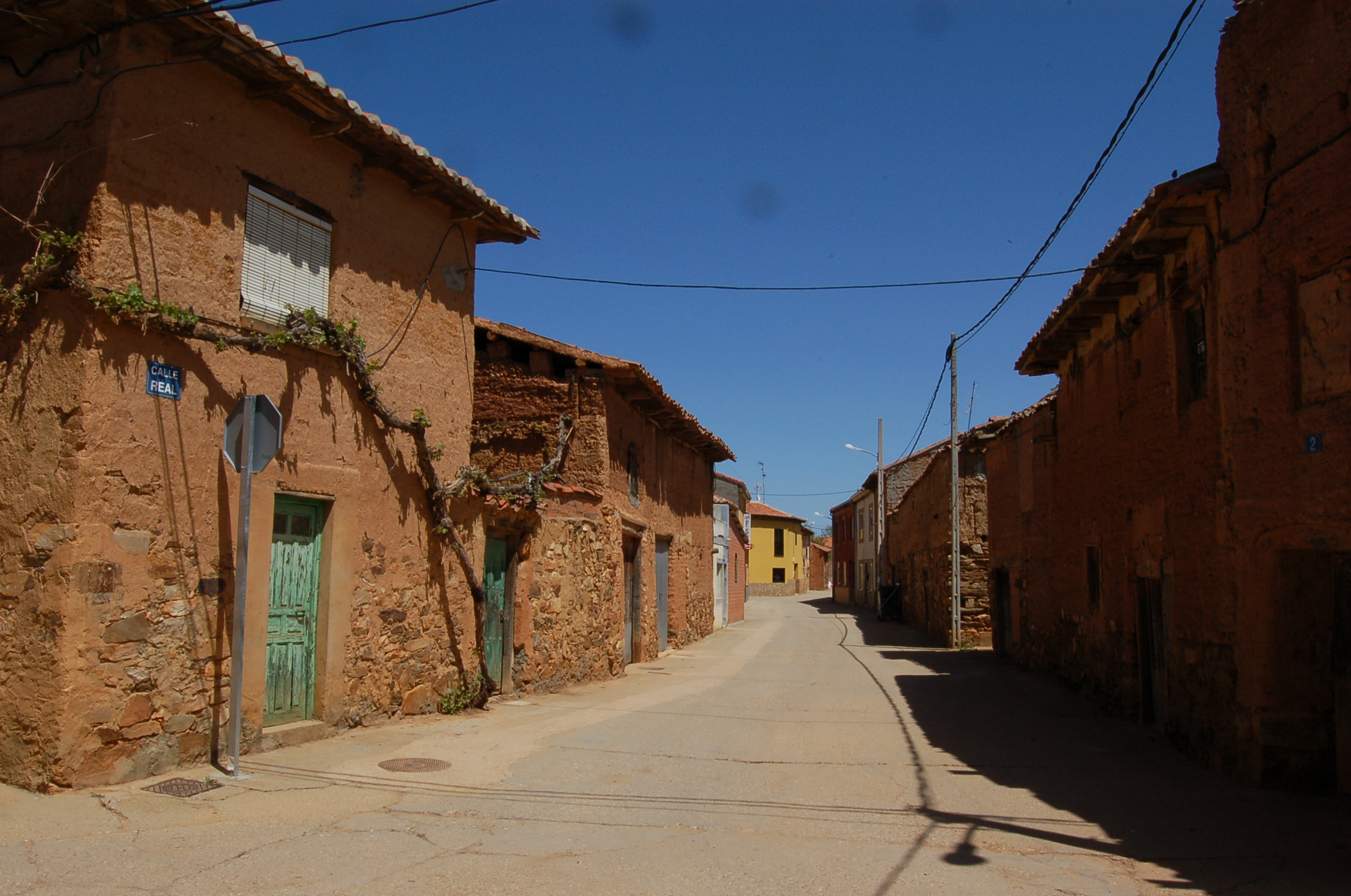
Calle Real.

Dedicado tradicionalmente a la agricultura vive un proceso de despoblación progresivo y preocupante desde los años cincuenta que lo tiene al límite de su supervivencia.
Sin embargo el potencial cinegético y maderero del encinar que bordea el pueblo por el oeste y el noroeste y al otro lado por el este camino de Coomonte está siendo desperdiciado y esta valiosa formación natural va sufriendo un proceso de crecimiento descontrolado que ha echado a perder su antiguo adehesado y lo pone en serio riesgo de sufrir un incendio del que difícilmente se salvaría.
Aparte los chopos y encinas citados se pueden encontrar otros árboles del bosque mediterráneo, y dentro del pueblo hay notables ejemplares de castaños, nogales, membrillos y moreras, además de frutales como manzanos, perales y albérchigos. "La Sierra" fue repoblada en pinos en bancales pero no se han desarrollado convenientemente ni han alcanzado un porte suficiente.

## Administración
| Periodo   | Nombre                         | Partido    |
| --------- | ------------------------------ | ---------- |
| 2003-2007 | Constantino Fernández Martínez | PSOE       |
| 2007-2011 | Constantino Fernández Martínez | PSOE       |
| 2011-2015 | Gregorio Martínez Fernández    | PP         |
| 2015-2019 | Gregorio Martínez Fernández    | PP         |
| 2019-2023 | Gregorio Martínez Fernández    | Ciudadanos |

## Festividades
Fiestas populares en junio y agosto, y celebraciones en carnaval y el llamado "domingo tortillero" que se celebra ocho días después de Pascua.
La primera fiesta, dedicada al "CORAZÓN DE JESÚS" es variable y la segunda es "LA DEGOLLACIÓN DE SAN JUAN BAUTISTA", que cae el 29 de agosto.